# Bystrý
Bystrý je zaniklý hrad na Zámeckém kopci u Stárkova v okrese Náchod. Lokalita, která bývá označována také jako tvrz, byla osídlena ve třináctém století. Na místě se dochovaly terénní relikty opevnění.

## Historie
O hradu se nedochovaly žádné písemné prameny, ale archeologické nálezy umožnily datovat vznik hradu do druhé poloviny třináctého století. Zanikl ve čtrnáctém století požárem. Absence mladších nálezů vyvrací spojitost místa s hradem Matěje Salavy z Lípy, kterému měl Bystrý patřit v roce 1415. Existuje hypotéza, že hrad plnil především vojenskou funkci v souvislosti s kolonizací krajiny prováděnou Bohušem ze Stárkova nebo jeho bratrem Petrem ze Skalice.

## Stavební podoba
Jednodílný hrad byl na severovýchodní a jihovýchodní straně opevněn příkopem a valem. V samotném hradním jádře se nedochovaly žádné viditelné pozůstatky zástavby. Podle archeologického výzkumu stála na nejvyšším místě nad šíjovým příkopem čtverhranná budova s kamennou podezdívkou a opevnění bylo postavené převážně ze dřeva.

## Přístup
Místo se zbytky hradu je volně přístupné, ale nevede na něj žádná turistická trasa. Ze Stárkova vede úbočím Zámeckého kopce v blízkosti hradu modře značená turistická trasa směrem k Hronovu.

## Galerie

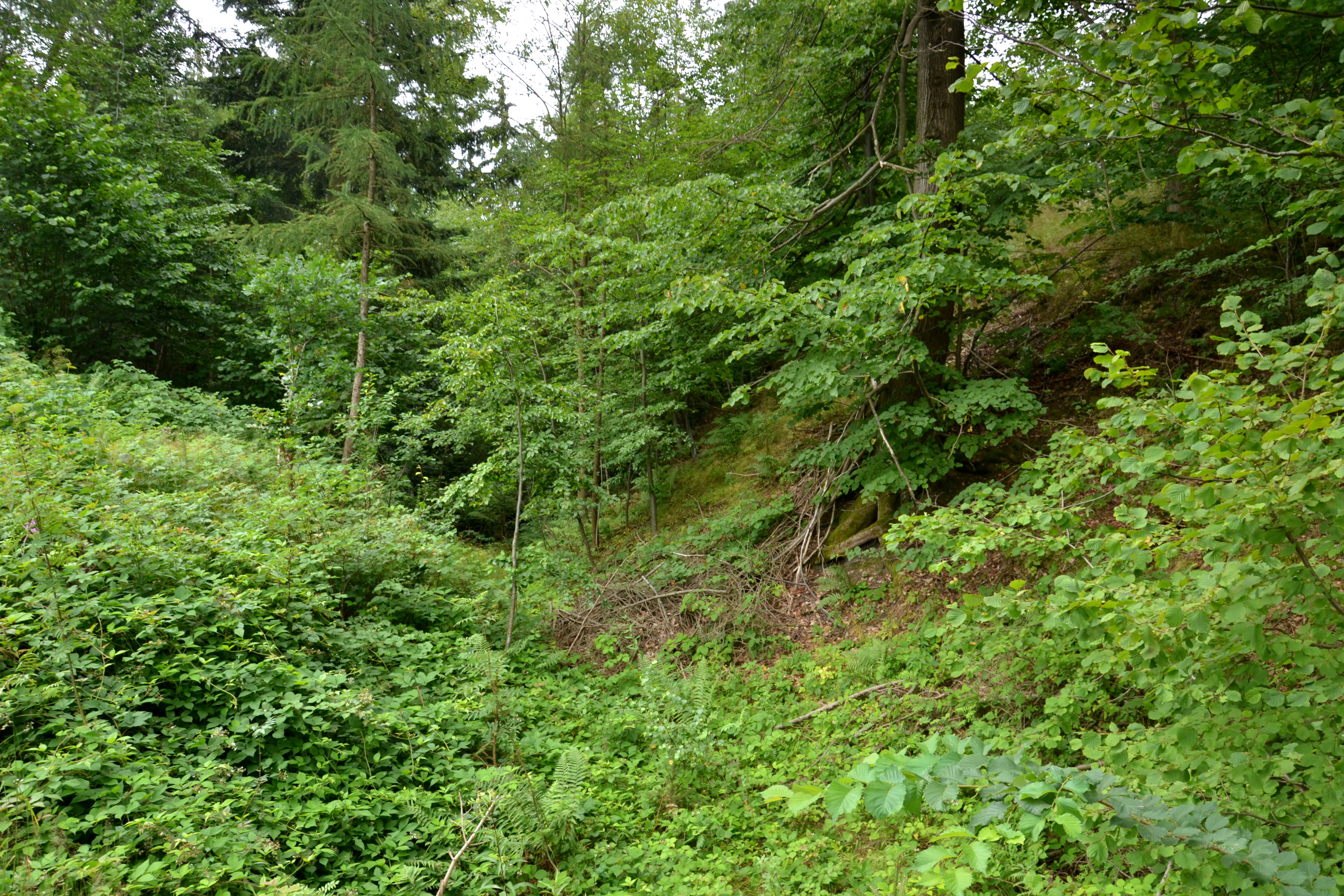
Čelní příkop
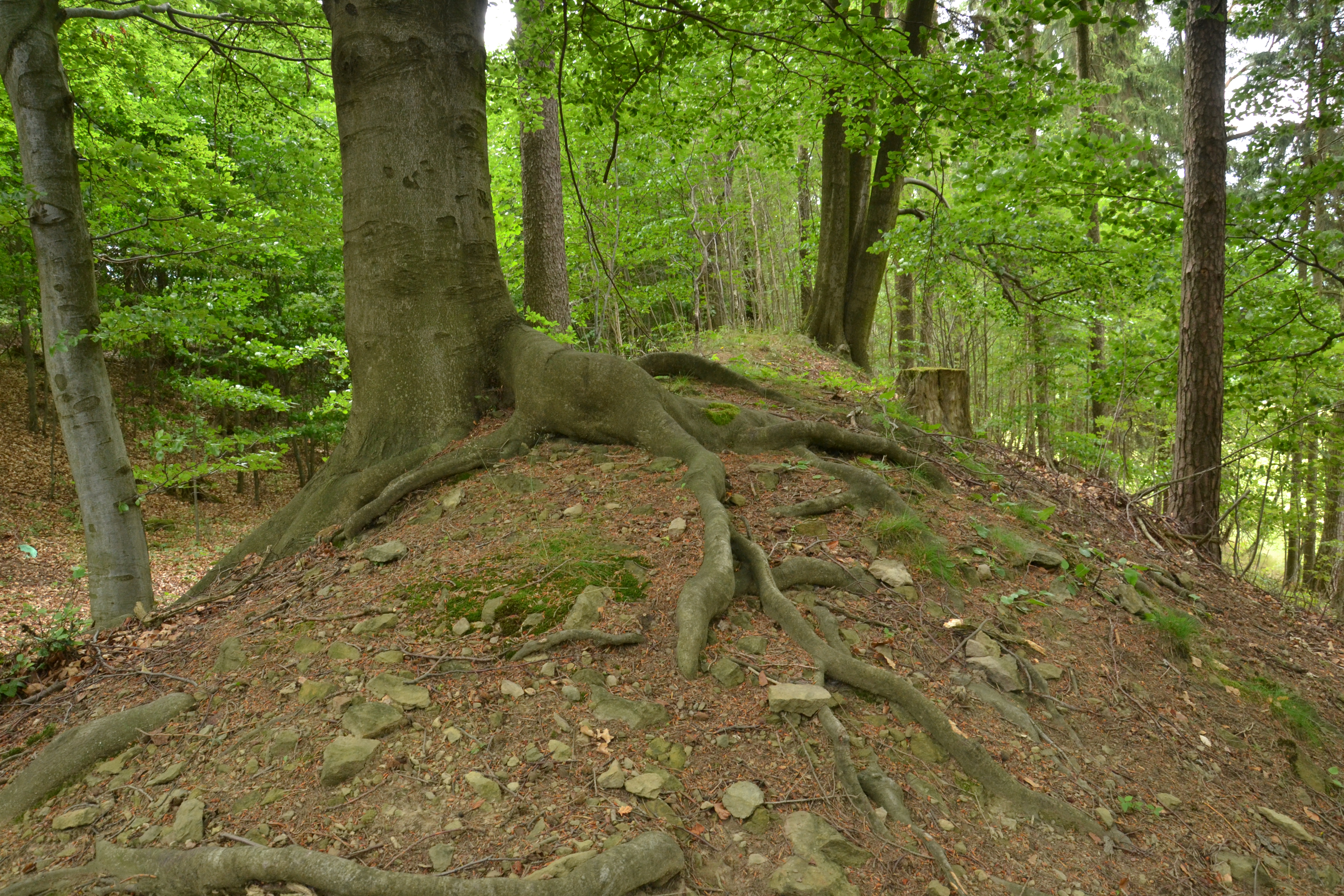
Ukončení jihovýchodního valu
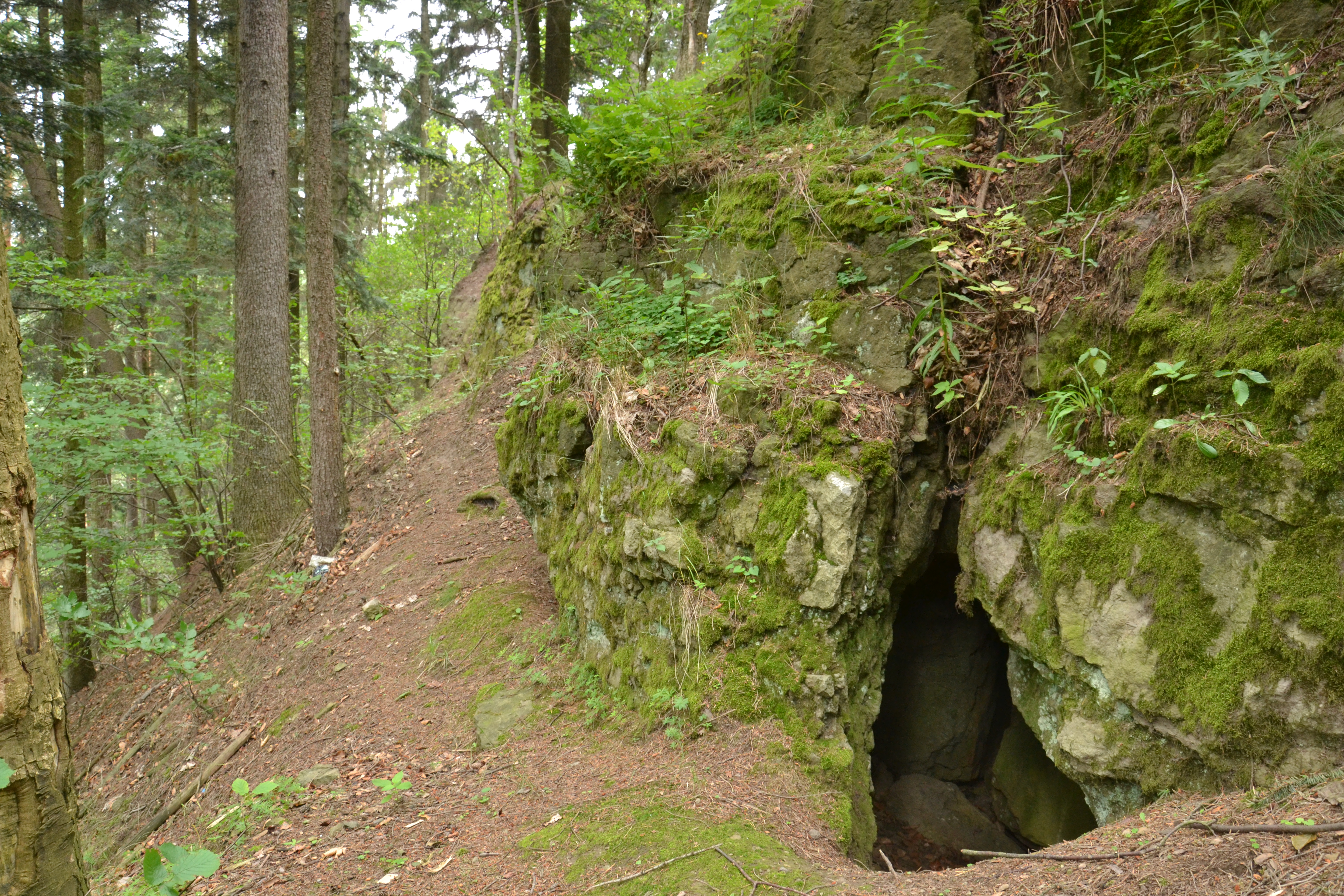
Skalní útvar na západním okraji hradu
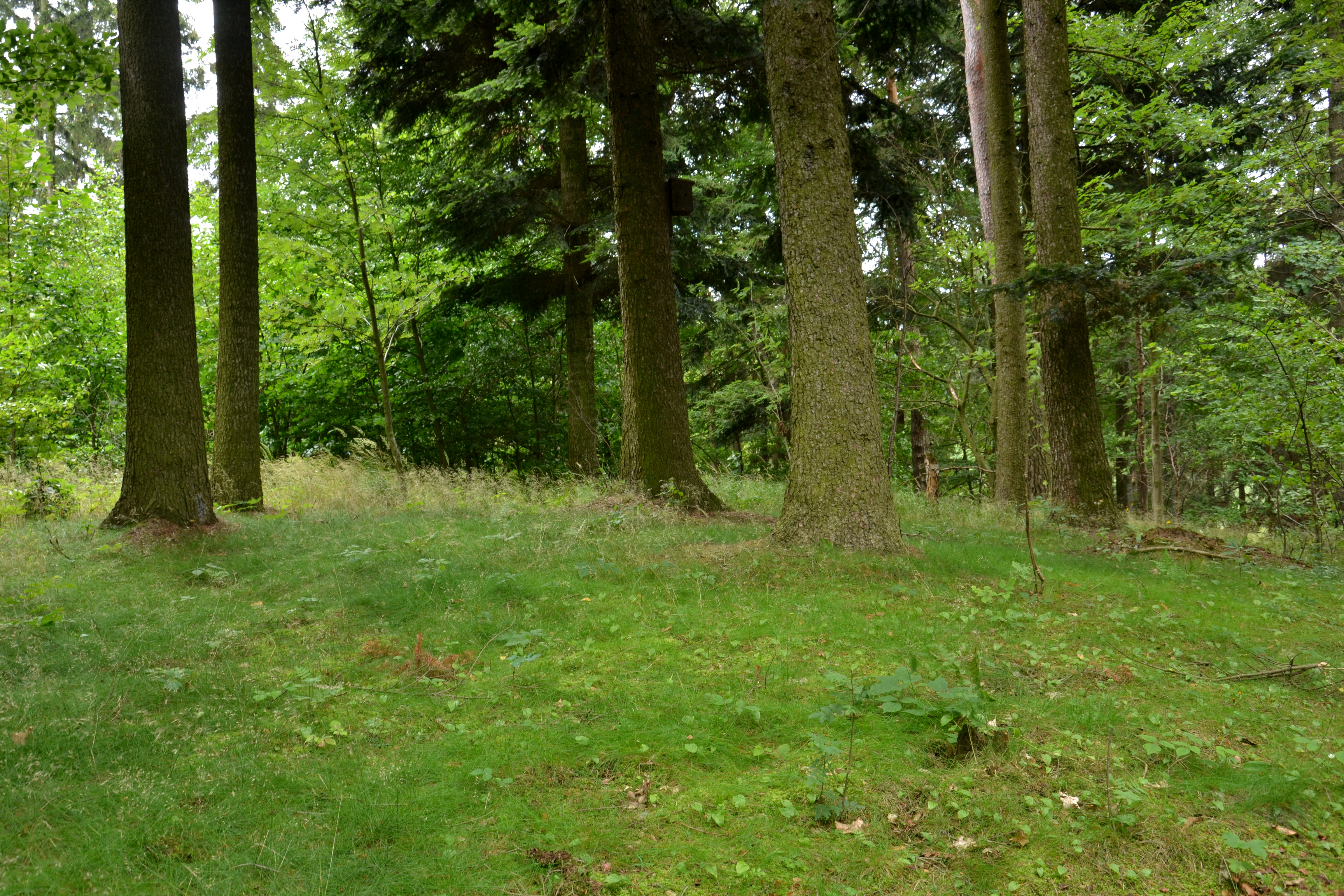
Plocha hradního jádra
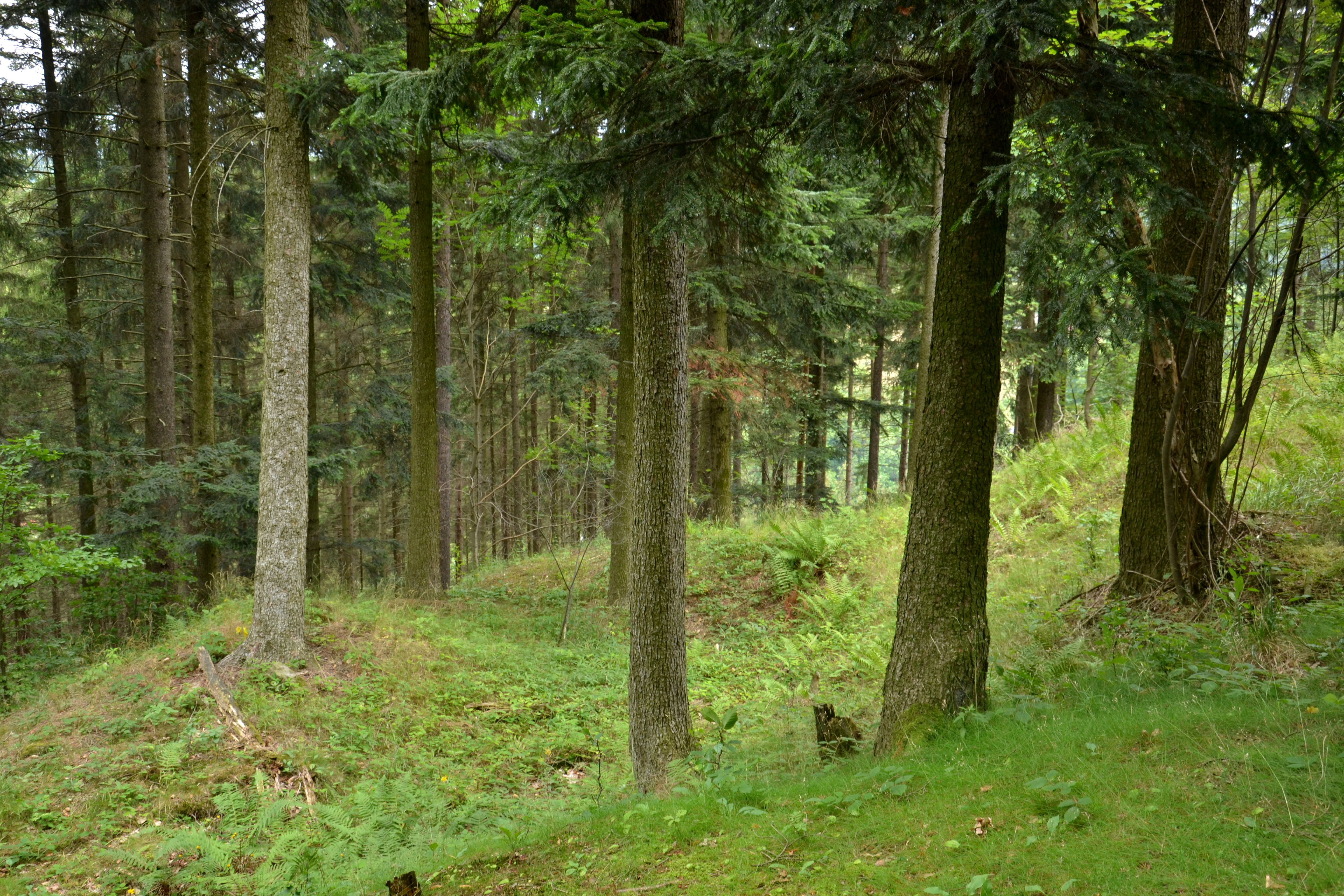
Západní okraj hradního jádra